# IC 976
IC 976 је лентикуларна галаксија у сазвјежђу Дјевица која се налази на листи објеката дубоког неба у Индекс каталогу.
Деклинација објекта је - 1° 9' 44" а ректасцензија 14h 8m 43,3s. Привидна величина (магнитуда) објекта IC 976 износи 13,1 а фотографска магнитуда 14,0. IC 976 је још познат и под ознакама UGC 9040, MCG 0-36-20, CGCG 18-59, UM 639, PGC 50479.